# Chapela

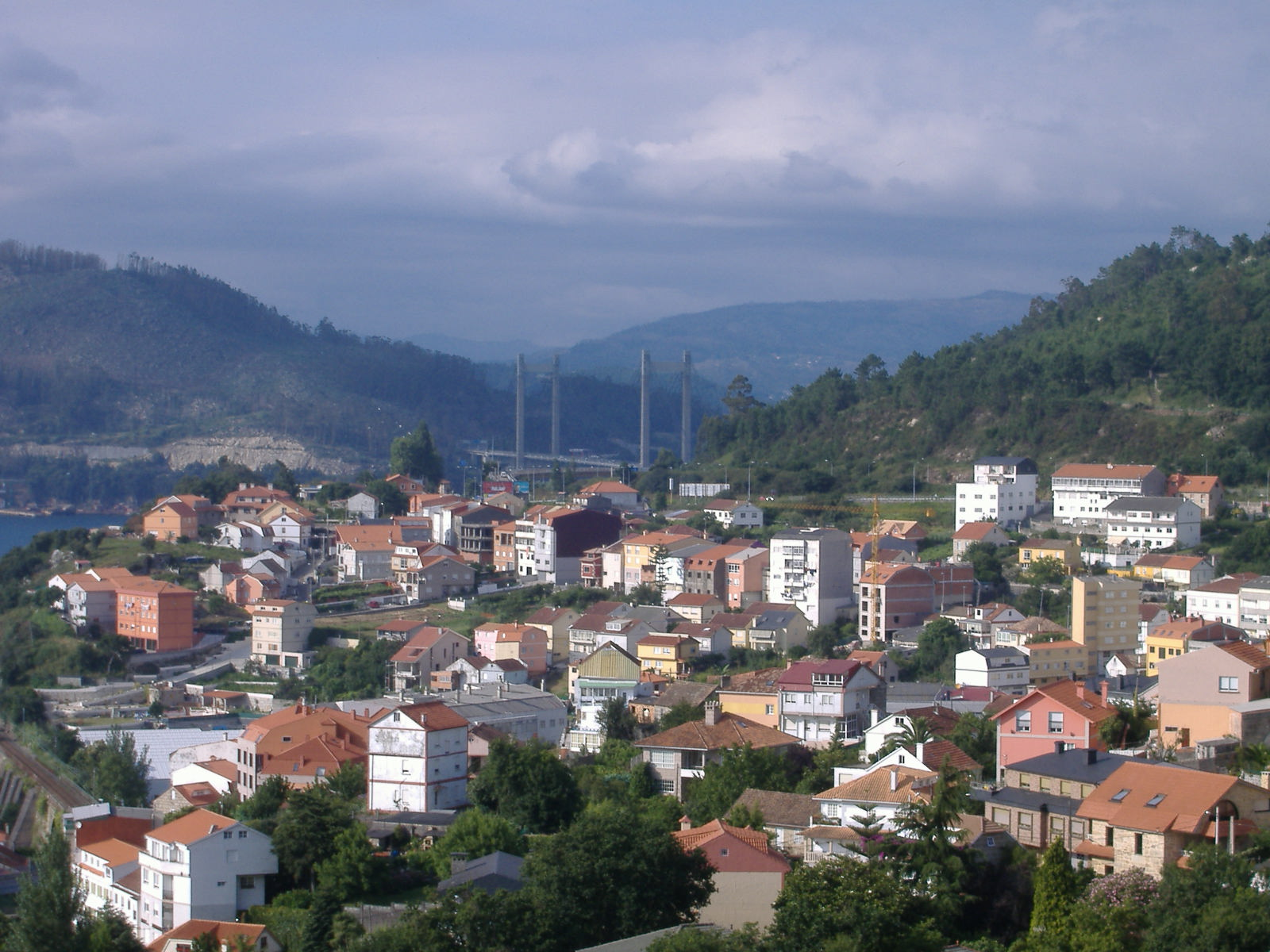
Nucli urbà de Chapela amb el pont de Rande al fons.

San Fausto de Chapela és una parròquia del municipi gallec de Redondela, a la província de Pontevedra. Limita al nord amb la parròquia de Trasmañó, a l'est amb la parròquia de Cabeiro, al sud amb el municipi de Vigo i a l'oest amb la ria de Vigo.
És una vila marinera en la qual la indústria té un paper important, i Pescanova n'és la seva principal factoria. A més, és la seu del diari més antic d'Espanya, el Faro de Vigo. Entre els seus clubs esportius destaquen el Club Balonmano Chapela i el Club de Remo Chapela.
El 2015 tenia una població de 7.459 habitants, distribuïts en 5 entitats de població: Angorén, Cidadelle, A Igrexa, Parada i Laredo.